# 根本幸典
根本 幸典（ねもと ゆきのり、1965年2月21日 - ）は、日本の政治家。自由民主党所属の衆議院議員（5期）。
国土交通大臣政務官兼内閣府大臣政務官（第3次安倍第2次改造内閣）、豊橋市議会議員（2期）を歴任。

## 来歴
北海道砂川市生まれ（現住所は愛知県豊橋市小松町）。小学3年生のときに愛知県田原町に移り田原町立東部小学校編入後、豊橋市に移り豊橋市立杉山小学校を卒業。豊橋市立章南中学校、愛知県立時習館高等学校卒業。1988年3月、一橋大学経済学部卒業。同年4月、株式会社リクルートに就職。東京都内でリクルート社マネージャーなどを務めた。
1999年、リクルートを退職。愛知県に帰郷し、同年4月から2002年8月まで参議院議員の秘書を務めた。
2003年4月、豊橋市議会議員選挙に初当選（4070得票・10位）。2007年4月、豊橋市議会議員選挙で再選を果たす（4825得票・3位）。市議会建設消防委員会委員長、福祉教育委員会委員長、環境経済委員会委員長を歴任。
2010年9月21日、前年の総選挙で落選した山本明彦が政界引退を表明。同年10月16日、自由民主党愛知県第15選挙区支部は役員会を開き、後任の支部長に根本を選出した。翌2011年4月24日に行われた市議選には出馬しなかった。
2012年12月16日の第46回衆議院議員総選挙に愛知15区から自由民主党公認で立候補。民主党現職の森本和義ら5人の候補者を下し初当選した。自由民主党政務調査会農林部会副部会長に就任。
2014年12月14日の第47回衆議院議員総選挙で、民主党公認の関健一郎、日本共産党公認の串田真吾を破り再選した。2016年8月5日、第3次安倍第2次改造内閣で、谷脇暁が局長を務める土地・建設産業局等担当の国土交通大臣政務官兼内閣府大臣政務官に就任。
2017年10月22日の第48回衆議院議員総選挙で、希望の党公認の関健一郎、日本共産党公認の野澤康幸を破り3選（関は比例復活により初当選）。自由民主党運輸・交通関係団体委員会副委員長 兼自由民主党政務調査会内閣第二部会副部会長兼農林部会副部会長。
2021年10月31日の第49回衆議院議員総選挙で、立憲民主党公認の関健一郎、れいわ新選組公認の菅谷竜を破り4選。
2024年9月9日、高市早苗は自民党総裁選挙の出馬会見を行い、裏金事件をめぐる安倍派議員の処遇について「党の処分を覆すことはない」と明言した。9月12日に総裁選が告示され、9人が立候補した。裏金議員について次期衆院選で「非公認」とする可能性に一時言及した石破茂と高市の決選投票が濃厚になると、旧安倍派は一気に高市に動いた。高市は1回目の議員投票で、報道各社の事前調査での30～40票を大きく上回る72票を獲得した。党員数と合わせた得票数は1位だったが、決選投票で石破に敗れた。裏金議員85人（同年2月13日に公表）の一人である根本は1回目の投票では小林鷹之に投じ、決選投票については、中日新聞の取材に対し、投票先を公表しなかった。
同年10月6日、石破首相は第50回衆議院議員総選挙に向けて、政治資金パーティー裏金事件で党員資格停止の処分を受けた議員などを公認しないことを決めるとともに、根本ら裏金議員43人について比例代表への重複立候補を認めない方針を示した。10月15日、総選挙が公示され、愛知15区からは根本、日本維新の会元職の関健一郎、立憲民主党新人の元川口市議会議員の小山千帆、れいわ新選組元職の辻恵、日本共産党新人の高木繁の計5人が立候補した。公明党は16日までに、出馬した計46人の裏金議員のうち、根本ら35人を推薦した。10月17日に日本経済新聞が序盤情勢を発表。「根本がややリードする。関と小山が懸命に追う」と報じた。10月27日の投開票の結果、根本が5期目の当選を果たした。2番目の得票数の関は比例復活がかなわず落選。立憲民主党は比例東海ブロックで6議席を獲得（実際は5議席だったが、国民民主党が名簿が不足したことから同党から1議席分譲渡された）。5番目の惜敗率（60.323％）だった小山は比例復活で初当選した。

## 政策・主張

### 憲法
- 憲法改正についての各メディアのアンケートの結果は以下のとおり。
  - 2017年 - 朝日新聞社には「賛成」と回答[34]。
  - 2021年 - 朝日新聞社には「どちらかといえば賛成」と回答[35]。NHKには「賛成」と回答[36]。
  - 2024年 - NHKには「賛成」と回答[37]。

- 9条改憲について、2017年の中日新聞社のアンケートで「賛成」と回答[38]。9条への自衛隊の明記について、2021年のNHKのアンケートで「賛成」と回答[36]。

- 改正すべき項目として「自衛隊の保持を明記する」「環境権に関する条項を新設する」「緊急事態に関する条項を新設する」と主張[39]。

- 憲法を改正し緊急事態条項を設けることについて、2021年の毎日新聞社、2024年のNHKのアンケートで「賛成」と回答[40][37]。

### 外交・安全保障
- 安全保障関連法の成立について、2017年のアンケートで「評価する」と回答[34]。

- 集団的自衛権の行使について、2014年のアンケートで「賛成」と回答[41]。

- 「他国からの攻撃が予想される場合には敵基地攻撃もためらうべきではない」との問題提起に対し、2021年のアンケートで「どちらかといえば賛成」と回答[35]。

- 河野談話・村山談話を見直すべきだ[41]。

- 徴用工訴訟などの歴史問題をめぐる日韓の関係悪化についてどう考えるかとの問いに対し、2021年の毎日新聞社のアンケートで「政府の今の外交方針でよい」と回答[40]。

### ジェンダー
- 選択的夫婦別姓制度の導入についての各メディアのアンケートの結果は以下のとおり。
  - 2014年 - 朝日新聞社には「どちらとも言えない」と回答[42]。
  - 2017年 - 朝日新聞社には「どちらとも言えない」と回答[34]。
  - 2021年 - 朝日新聞社には「どちらとも言えない」と回答[35]。
  - 2024年 - NHKには回答しなかった[37]。

- 同性婚を可能とする法改正についての各メディアのアンケートの結果は以下のとおり。
  - 2017年 - 朝日新聞社には「どちらかと言えば反対」と回答[34]。
  - 2021年 - 朝日新聞社には「どちらとも言えない」と回答し[35]、NHK、毎日新聞社には回答しなかった[36][40]。
  - 2024年 - NHKには回答しなかった[37]。

- 「LGBTなど性的少数者をめぐる理解増進法案を早期に成立させるべきか」との問題提起に対し、2021年の朝日新聞社のアンケートで「どちらとも言えない」と回答[35]。
- クオータ制の導入について、2021年、2024年のNHKのアンケートで回答しなかった[36][37]。

### その他
- 原子力発電所の再稼働問題について、2017年の中日新聞社のアンケートで「新規制基準を満たす原発は再稼働すべき」と回答[38]。

- 「原子力発電への依存度について今後どうするべきか」との問題提起に対し、2021年のアンケートで「現状を維持すべき」と回答[36]。

- アベノミクスについて、2017年のアンケートで「評価する」と回答[34][43]。

- 安倍内閣による森友学園問題・加計学園問題への対応について、2017年のアンケートで「評価する」と回答[34]。

- 森友学園への国有地売却をめぐる公文書改竄問題で、2021年5月6日、国は「赤木ファイル」の存在を初めて認めた[44]。しかし5月13日、菅義偉首相はファイルの存在を踏まえた再調査を行わない考えを報道各社に書面で示した[45]。9月の自民党総裁選挙で総裁に選出された岸田文雄も10月11日、衆議院本会議の代表質問で再調査の実施を否定した[46]。国の対応をどう考えるかとの問いに対し、2021年の毎日新聞社のアンケートで「これ以上、調査や説明は必要ない」と回答[40]。

- 「ドナルド・トランプ大統領を信頼できるか」との設問に対し、2017年の毎日新聞社のアンケートで「信頼できる」と回答[43]。

- ヘイトスピーチの法規制に反対[41]。

- 特定秘密保護法は日本に必要だ[41]。

## 人物・不祥事

### 統一教会との関係
- 2017年10月8日、すなわち第49回衆議院議員総選挙公示の11日前、「根本幸典後援会『典世会』」の発会式が豊橋市民文化会館で開かれた。主催は世界平和統一家庭連合（旧統一教会）の関連団体の世界平和連合。教団は候補者の名前の1字と「世」を後援会名にするのが特徴であり、その決まりが踏襲された[47]。

- 2017年11月16日、統一教会は、名古屋市の愛知県体育館で大規模集会「2017孝情文化フェスティバルin NAGOYA」を開催。韓鶴子総裁を迎えた同集会に、根本は工藤彰三、池田佳隆、鈴木克昌とともに来賓として出席した[48]。

- 2017年から2022年にかけて、教団信者に自民党員になってもらうよう、秘書を通じて依頼した[47]。

- 2020年3月、2021年4月、2022年3月に開かれた政治資金パーティー「根本幸典君を励ます会」で教団関係者がパーティ券を購入した[47]。

- 2021年10月の第50回衆議院議員総選挙に際して、教団の豊橋教会の礼拝場で講演した。講演後、「推薦確認書」に署名し、教団から推薦状の交付を受けた[47]。

- 選挙のときは応援要員の派遣だけでなく、演説会など各種会合への動員も要請した。根本は事務所スタッフに「あそこはよくやってくれるから、必ず声をかけるように」と自ら動員依頼をした。「困ったら統一教会。従順でありがたい存在」と評した。しかし2022年7月の安倍晋三の銃撃事件が発生すると、あわてて一方的に関係を絶った[47]。

- 2022年8月10日、中日新聞社が中部6県の全73人の衆参国会議員を対象に実施したアンケートを公表。全体の4人に1人が統一教会と何らかの関わりを持っていたことが明らかとなった[49]。根本ら10人の同党議員はアンケートに答えることを拒否した[49]。

- 2022年7月から8月にかけて、共同通信社は、全国会議員712人を対象に、統一教会との関わりを尋ねるアンケートを実施。8月31日に各議員の回答の全文を公表した。岸田文雄首相は8月8日の自民党臨時役員会で、統一教会をめぐり「政治家の責任で関係をそれぞれ点検し、適正に見直してもらいたい」と述べ、党所属国会議員全員に通達するよう指示[50]しながらも、自身はアンケートに答えることを拒否した[注 2]。根本もアンケートに答えることを拒否した[55][56]。

### 政治資金パーティー収入の裏金問題
自民党5派閥が開いた政治資金パーティーをめぐる問題で、根本が、ノルマの超過分に対する清和政策研究会（安倍派）からのキックバックとして、2019年から2022年にかけての4年間で計420万円を裏金にしていたことが2024年に明らかになった。同年1月31日、根本は政治資金収支報告書の訂正を愛知県選挙管理委員会に届けた。メディアの取材に対して「派閥事務所からの指導に従った」と答えた。
同年5月14日、衆議院政治倫理審査会は、裏金事件に関与しながら同審査会で弁明していない自民党議員44人に出席と説明を求める野党の申立てを全会一致で可決した。同月17日、参議院政治倫理審査会も同様に、弁明していない議員29人に出席と説明を求める申立てを全会一致で可決した。根本を含む関係議員73人は全員出席を拒否し、6月23日に通常国会は閉会した。

## 所属団体・議員連盟
- 自民党たばこ議員連盟[62]
- 日本会議国会議員懇談会[63]
- 神道政治連盟国会議員懇談会[63]
- みんなで靖国神社に参拝する国会議員の会[63]

## 支援団体
- 日本商工連盟[64]
- 全国たばこ耕作者政治連盟[64]
- 大日本猟友会[64]
- 日本遺族政治連盟[64]
- 愛知県農政連盟[64]
- 愛知県医師連盟[64]
- 愛知県私立幼稚園連盟[64]

## 選挙歴
| 当落 | 選挙                     | 執行日         | 年齢 | 選挙区       | 政党       | 得票数     | 得票率 | 定数 | 得票順位 /候補者数 | 政党内比例順位 /政党当選者数 |
| ---- | ------------------------ | -------------- | ---- | ------------ | ---------- | ---------- | ------ | ---- | ------------------ | ---------------------------- |
| 当   | 2003年豊橋市議会議員選挙 | 2003年4月27日  | 38   | ーー         | 無所属     | 4070票     | ーー   | 40   | 10/49              | /                            |
| 当   | 2007年豊橋市議会議員選挙 | 2007年4月22日  | 42   | ーー         | 自由民主党 | 4825票     | ーー   | 40   | 3/53               | /                            |
| 当   | 第46回衆議院議員総選挙   | 2012年12月16日 | 47   | 愛知県第15区 | 自由民主党 | 7万3521票  | 36.57% | 1    | 1/6                | /                            |
| 当   | 第47回衆議院議員総選挙   | 2014年12月14日 | 49   | 愛知県第15区 | 自由民主党 | 9万7152票  | 52.58% | 1    | 1/3                | /                            |
| 当   | 第48回衆議院議員総選挙   | 2017年10月22日 | 52   | 愛知県第15区 | 自由民主党 | 9万5568票  | 49.94% | 1    | 1/3                | /                            |
| 当   | 第49回衆議院議員総選挙   | 2021年10月31日 | 56   | 愛知県第15区 | 自由民主党 | 10万4204票 | 52.41% | 1    | 1/3                | /                            |
| 当   | 第50回衆議院議員総選挙   | 2024年10月27日 | 59   | 愛知県第15区 | 自由民主党 | 7万1012票  | 38.69% | 1    | 1/5                | /                            |